# 중심와
중심와(中心窩, 영어: fovea centralis)는 수정체오목 또는 황반이라고도 불리며 망막중의 뒷쪽의 빛이 들어와서 초점을 맺는 부위를 말한다. 이 부분은 망막에 있고 색을 감지하는 세포인 추상체가 많이 모여 있다. 황반부의 시세포는 신경섬유와 연결돼 시신경을 통해 뇌로 영상신호가 전달된다.

## 같이 보기
- 황반변성